# Torkofel
Torkofel – szczyt w Alpach Gailtalskich, w Alpach Wschodnich. Leży w Austrii, w Karyntii. Torkofel to najwyższy szczyt masywu Jauken. Oprócz niego w skład masywu wchodzą: Jaukenhöhe (dwa wierzchołki: 2234 i 2110 m), Mitterkofel (2247 m) i Spitzkofel (2223 m). Na szczycie Torkofel stoi krzyż.